# Вайгацька експедиція ОГПУ
Вайгацька експедиція ОДПУ (рос. Вайгачский ОЛП) — підрозділ, що діяв в структурі Об'єднаного державного політичного управління при РНК СРСР з 1930 р. Пізніше (20.08.34) реорганізований в Вайгачський окремий лагпункт ГУЛАГ. Дислокація: о. Вайгач, бух. Варнека (ймовірно, сучасне сел. Варнек).

## Історія
Навесні 1930 була створена Вайгацька експедиція ОДПУ, перед якою було поставлено завдання розвідки і видобутку корисних копалин на Вайгачі, архіпелазі Нова Земля і прилеглих до них територіях. Влітку тридцятого року на острів доставили першу партію в'язнів дослідників, чисельністю близько 150 осіб, що складалася з геологів, інженерів, техніків і топографів. Основна маса була «політичні», засуджені по 58 статті. Через важливість завдання і особливу ступінь секретності, очолив експедицію заступник начальника ГУЛАГ Федір Іванович Ейхманс. Раніше до переведення в Москву Ф. І. Ейхманс служив заступником начальника Соловецького табору і мав великий досвід роботи з ув'язненими.
До 31.07.34 закінчені роботи по розвідці і освоєнню свинцево-цинкового родовища на м. Роздільному, розвідці та підготовці до промислової розробки цинкового родовища біля озера Пайгото, розпочато розвідування жильних руд міді в губі Дируватій (усі — о. Вайгач), розвідано і розпочато освоєння родовища плавикового шпату на річці Амдерма (західне узбережжя Карського моря).
В 1934 р. Вайгацькій експедиції доручено будівництво північної ділянки (220 км) залізничної лінії Воркута — Югорський Шар. В 1935 (з 8 травня) табір передали у підпорядкування відділу таборів, трудпоселень і місць ув'язнення (рос. ОЛТПиМЗ).
В 1936 Вайгацький ОЛП переданий в Головне управління Північного морського шляху (рос. ГУСМП).

## Умови роботи
Умови роботи були важкими, їх добре описав В. Я. Дворжецький: «Робота страшна! За бухтою Варнека, в десяти кілометрах від табору — шахти: свинцеві, цинкові рудники. Влітку на карбасах відправлялися туди, взимку пішки йшли по льоду. Стовпи, мотузки, стежка. По мотузці йшли. Рудники моторошні! Людей в шахту спускають баддею, вручну, коловоротом, як в колодязь. Штреки — на різній глибині. Вагонетки, навантажені рудою, викочують теж вручну. Руду сортують просто неба і під навісами. У вибоях знаряддя шахтаря — відбійний молоток (компресор зовні), освітлення — лампочка на касці. Кріплення слабке — вічна мерзлота, „жила“ вузька — у забої працюєш лежачи з киркою. Всю зиму — робота в шахті, в світлий час року — сортування. А в серпні — відвантаження руди на пароплави. Ось такий „робочий цикл“».